# North American A-5 Vigilante
North American A-5 Vigilante – amerykański samolot szturmowo-rozpoznawczy używany przez US Navy.

## Historia
29 czerwca 1956 roku firma North American uzyskała zamówienie na zbudowanie dwóch prototypów nowego samolotu szturmowego dla marynarki wojennej Stanów Zjednoczonych. Z początku określano go jako NAGPAW (North American General Purpose Attack Weapon), jednocześnie nadając mu oznaczenie fabryczne NA-247. Oznaczenie wojskowe YA3J-1 wkrótce zmieniono na A-5. Oblotu prototypu dokonano 31 sierpnia 1959 roku. Po wykonaniu odpowiednich prób, w styczniu 1960 roku U.S.Navy złożyła zamówienie na kilkadziesiąt egzemplarzy A-5. Do 1963 roku wyprodukowano 59 egz. A-5A. Wersje B oblatano 29 kwietnia 1962 i zbudowano około 20 egz. 30 czerwca 1962 oblatano wersje rozpoznawcza RA-5C. Wyprodukowano 55 nowych egzemplarzy i przerobiono 53 egz. A-5 poprzednich wersji. Vigilante był pierwszym amerykańskim samolotem z wlotami powietrza o zmiennej geometrii. 
Podstawowym uzbrojeniem A-5 była bomba z ładunkiem nuklearnym wyrzucana spomiędzy dysz wylotowych silników turboodrzutowych. A-5 mógł także przenosić zestaw uzbrojenia konwencjonalnego. RA-5C wyposażono w najnowocześniejsze urządzenia rozpoznawcze (kamery, radary) oraz systemy do walki radioelektronicznej (ECM), zachowując przy tym możliwość przenoszenia broni na zewnętrznych pylonach podskrzydłowych. 
A-5 był dwumiejscowym pokładowym samolotem szturmowo rozpoznawczym. Całkowicie metalowy górnopłat, napędzany był dwoma silnikami turboodrzutowymi J79-GE-10 o ciągu 53 kN (5395kG) każdy, z dopalaniem 80 kN (8118kG). podwozie trójpodporowe z kółkiem nosowym, wciągane. Kadłub półskorupowy wykonany głównie ze stopów aluminium, ma elementy z wysoko wytrzymałych stopów żelaza i tytanu.